# Rami Hietaniemi
Rami Antero Hietaniemi (* 28. Dezember 1982 in Perho, Mittelösterbotten) ist ein finnischer Ringer (griechisch-römischer Stil).
Seit 2000 ist Hietaniemi Mitglied im Verein Nurmon Jymy und wird dort von Juha Ahokas trainiert. Er wurde 2010 in Dänemark Nordischer Meister. 2011 wechselte er von der Gewichtskategorie bis 96 kg in die Kategorie bis 84 kg und wurde in dieser Klasse bei der Weltmeisterschaft im September 2011 in Istanbul Weltmeisterschaftsdritter. Zuvor waren seine besten Platzierungen bei Europa- und Weltmeisterschaften Ergebnisse um den zehnten Platz gewesen. Bei den Olympischen Spielen 2012 in London schied er in der ersten Runde gegen den Franzosen Mélonin Noumonvi aus.

## Platzierungen
Olympische Spiele:
- 2012, 15. Platz in London, GR, bis 84 kg, nach einer Niederlage gegen Mélonin Noumonvi, Frankreich

Weltmeisterschaften:
- 2005, 12. Platz in Budapest, GR, bis 96 kg, nach einem Sieg über Xiao Chen, China und einer Niederlage gegen Michail Nikolajew, Ukraine
- 2006, 21. Platz in Guangzhou, GR, bis 96 kg, nach einer Niederlage gegen Justin Ruiz, Vereinigte Staaten
- 2007, 10. Platz in Baku, GR, bis 96 kg, nach Siegen über Igor Kostins, Lettland und Asamat Erkinbajew, Kirgistan und Niederlagen gegen Mindaugas Ežerskis, Litauen und Ghasem Rezaei, Iran
- 2009, 16. Platz in Herning, GR, bis 96 kg, nach einem Sieg über Li Ren, China und einer Niederlage gegen Serkan Özden, Türkei
- 2010, 24. Platz in Moskau, GR, bis 96 kg, nach einer Niederlage gegen Wassyl Ratschyba, Ukraine
- 2011, 3. Platz in Istanbul, GR, bis 84 kg, nach Siegen über Iurie Malai, Moldawien, Petar Balo, Serbien, Amer Hrustanovic, Österreich, Andrea Minguzzi, Italien und Saman Tahmasebi, Aserbaidschan und einer Niederlage gegen Alim Selimow, Weißrussland
- 2013, 5. Platz in Budapest, GR, bis 84 kg, nach Siegen über Oscar Martinez Alvarez, Honduras, Jordan Holm, Vereinigte Staaten, Nenad Žugaj, Kroatien und Niederlagen gegen Saman Tahmasebi und Viktor Lőrincz, Ungarn

Europameisterschaften:
- 2004, 14. Platz in Haparanda, GR, bis 96 kg, nach Niederlagen gegen Sjarhej Lischtwan, Weißrussland und Samuel Shamilov, Israel
- 2006, 11. Platz in Moskau, GR, bis 96 kg, nach einem Sieg über Pajat Dwalidse, Georgien und einer Niederlage gegen Marek Švec, Tschechien
- 2009, 9. Platz in Vilnius, GR, bis 96 kg, nach einem Sieg über Denis Mischin, Aserbaidschan und Niederlagen gegen Mindaugas Ežerskis, Litauen und Serkan Özden, Türkei
- 2011, 11. Platz in Dortmund, GR, bis 96 kg, nach einem Sieg über Georgios Koutsioubas, Griechenland und einer Niederlage gegen Schalwa Gadabadse, Aserbaidschan
- 2012, 24. Platz in Belgrad, GR, bis 84 kg, nach einer Niederlage gegen Viktor Lőrincz, Ungarn

Nordische Meisterschaften:
- 2002, 3. Platz in Herning, GR, bis 96 kg, hinter Fritz Aanes, Norwegen und Richard Karelson, Estland
- 2006, 3. Platz in Tampere, GR, bis 96 kg, hinter Ara Abrahamian, Schweden und Karol Maurer, Estland
- 2009, 2. Platz in Oskarshamn, GR, bis 96 kg, hinter Heiki Nabi, Estland
- 2010, 1. Platz in Nyköping (Dänemark), GR, bis 96 kg, vor Fredrik Schoen, Schweden und Antti Hakala, Finnland
- 2011, 3. Platz in Tallinn, GR, bis 96 kg, hinter Christoffer Ljungbeck, Schweden und Ardo Arusaar, Estland

Finnische Meisterschaften:
- 2001, 2. Platz in Vaajakoski, GR, bis 97 kg, hinter Jari Kortesmäki
- 2002, 3. Platz in Helsinki, FS, bis 96 kg, hinter Ilari Grönholm und Ari Kortehisto
- 2003, 3. Platz in Outokumpu, FS, bis 96 kg, hinter Roman Enojärvi und Risto Jeronen
- 2003, 1. Platz in Ilmajoki, GR, bis 96 kg, vor Jari Kortesmäki und Pasi Pietilä
- 2004, 3. Platz in Tampere, GR, bis 96 kg, hinter Jari Kortesmäki und Matti Hämäläinen
- 2005, 1. Platz in Peräseinäjoki, GR, bis 96 kg, vor Pasi Pietilä und Jari Kortesmäki
- 2006, 1. Platz in Helsinki, GR, bis 96 kg, vor Jari Kortesmäki und Pasi Pietilä
- 2007, 1. Platz in Lahti, GR, bis 96 kg, vor Matti Hämäläinen und Taisto Lalli
- 2008, 1. Platz in Lapua, GR, bis 96 kg, vor Taisto Lalli und Eetu Luoma
- 2009, 1. Platz in Tampere, GR, bis 96 kg, vor Sami Ahonen und Juha-Pekka Haapala